# Luboš Kubík
Luboš Kubík (* 20. ledna 1964, Vysoké Mýto) je český fotbalový trenér a bývalý fotbalový reprezentant Československa a České republiky. Na klubové úrovni působil v zahraničí v Itálii, Francii, Německu a USA.

## Klubová kariéra
Jako hráč nejvíce proslul ve Slavii Praha. Na jaře 1986 dal v dresu Slavie Praha v zápase proti Banské Bystrici 5 branek a přispěl k vítězství 7:0.
V roce 1988 spolu s Ivo Knoflíčkem emigroval a stal se hráčem italské Fiorentiny, kde působil dvě sezony a odehrál 50 zápasů, v nichž vstřelil 8 gólů. Poté se přes francouzský FC Metz a německý 1. FC Norimberk vrátil v roce 1995 do české ligy.
V roce 1998 přestoupil do týmu americké MLS Chicago Fire. Hned v první zámořské sezoně vyhrál MLS Cup a získal ocenění MLS Defender of the Year. V průběhu sezony 2001 byl vyměněn do týmu Dallas Burn, kde kvůli zranění odehrál pouze 11 zápasů. Po této sezoně ukončil svou bohatou kariéru.

## Reprezentační kariéra
Za československou i českou reprezentaci odehrál mezi lety 1985 a 1997 56 zápasů, v nichž vstřelil 13 branek. Za Československo to bylo 39 utkání a 10 branek, za samostatnou ČR 17 utkání a 3 vstřelené góly.
Jeho největším reprezentačním úspěchem je účast na MS 1990 v Itálii a stříbrná medaile z EURA 1996 v Anglii.

## Trenérská kariéra
Jako trenér vedl celky Śląsk Wrocław (Polsko) a Torquay United (Anglie), v obou případech byl ale po několika zápasech odvolán. Působil také jako asistent trenéra olympijského týmu USA. Na začátku roku 2010 dostal nabídku stát se asistentem Boba Bradleyho u reprezentace USA a byl tak jediným českým účastníkem na MS 2010.

## Funkcionář
Od března 2009 do ledna 2010 působil jako sportovní ředitel FC Hradec Králové. Od listopadu 2012 do léta 2013 byl šéfem skautingu v klubu SK Slavia Praha.

## Největší úspěchy
- Účast na MS 1990
- Stříbro z EURO 1996
- Vítěz MLS Cupu 1998
- 2× Vítěz US Open Cupu 1998, 2000
- Od roku 2005 členem Ring of Fire

## Soukromý život
Je také členem týmu Real TOP Praha, v jehož dresu se zúčastňuje charitativních zápasů a akcí.